# نيكو أوبر
نيكو أوبر (بالألمانية: Niko Opper)‏ هو لاعب كرة قدم ألماني في مركز الوسط، ولد في 4 فبراير 1992 في ألمانيا. شارك مع منتخب ألمانيا تحت 17 سنة لكرة القدم ومنتخب ألمانيا تحت 18 سنة لكرة القدم. أما مع النوادي، فقد لعب مع ألمانيا آخن.

## وصلات خارجية
- نيكو أوبر على موقع قاعدة بيانات كرة القدم.إي يو (الإنجليزية)
- نيكو أوبر على موقع بيانات كرة القدم. دي إي (الألمانية)
- نيكو أوبر على موقع Soccerway.com (الإنجليزية)
- نيكو أوبر على موقع عالم كرة القدم.نت (الإنجليزية)